# Jutlândia

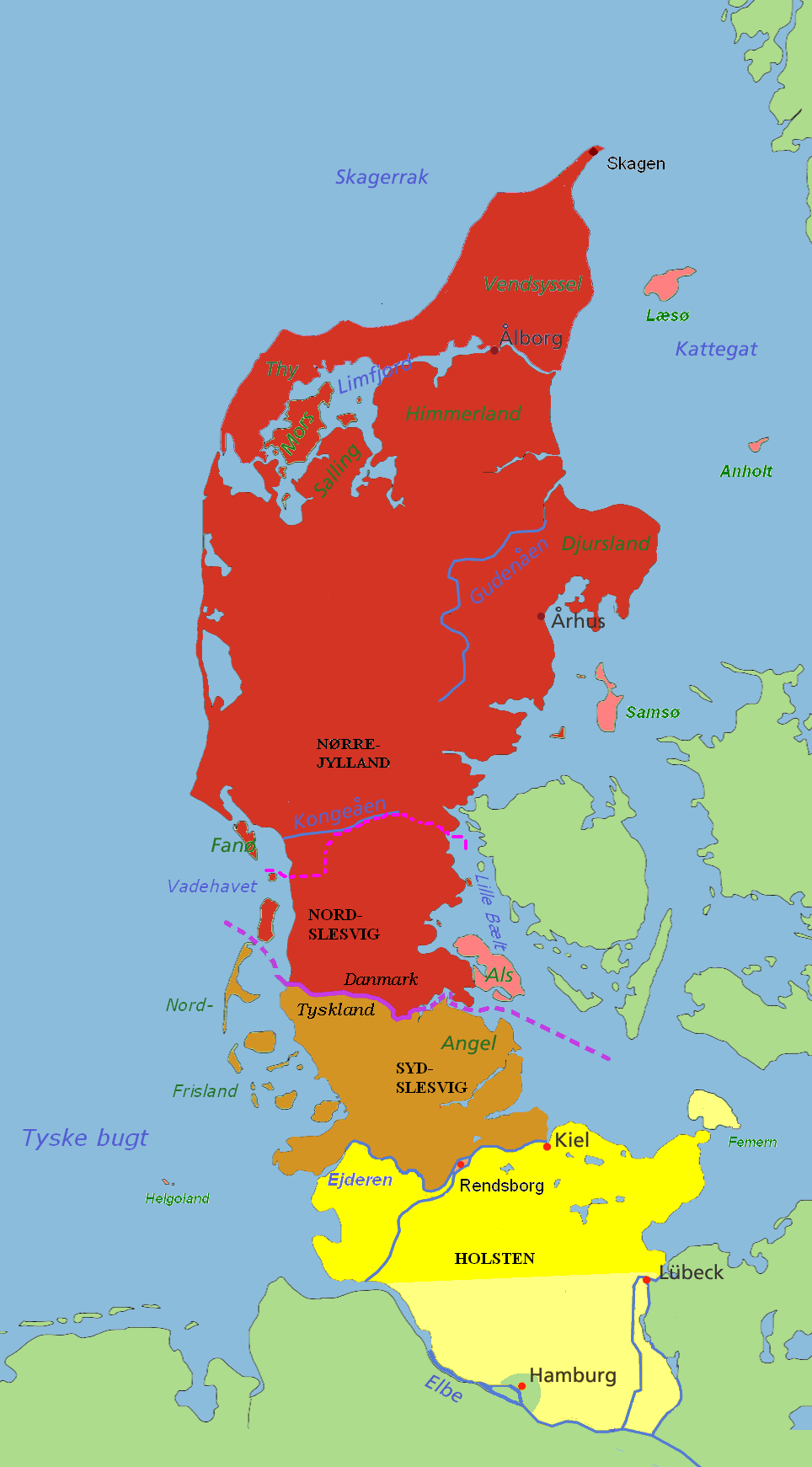
Vermelho: parte dinamarquesa da Jutlândia.
Rosa: As ilhas de Læsø, Anholt, Samsø e Als, administradas e partes histórica da Jutlândia.
Marrom: Schleswig do Sul, historicamente parte da Jutlândia, hoje parte da Alemanha.
Amarelo: Holstein (a parte mais clara está fora da península)

A Jutlândia (em dinamarquês Jylland  PRONÚNCIA e em alemão Jütland  PRONÚNCIA) é uma península que contém territórios da Dinamarca e do extremo norte da Alemanha. A porção dinamarquesa tem 29 775 km² e uma população de 2 599 104 habitantes (2016).

A Jutlândia estende-se entre o rio Eider, no extremo norte da Alemanha, e o cabo Skagens Rev, estando separada da Noruega pelo Escagerraque e da Suécia pelo Categate. A Jutlândia é muito plana, alcançando apenas 173 metros  no Yding Skovhoej. No centro há a destacar os lagos Julsø e Møssø. A região setentrional (ilha de Vendsyssel-Thy) está separada do resto pelo fiorde de Lim.
A Jutlândia é banhada pelos rios Gudena, Skjern, Storå e Varde, e suas cidades mais importantes são Århus, Ålborg, Esbjerg, Randers, Kolding, Horsens e Vejle.
Na Antiguidade chamou-se "península Címbrica", porque nela viveram os Címbrios antes dos Jutos e Dinamarqueses (Daneses). Durante a Primeira Guerra Mundial, teve lugar nesta província a chamada Batalha da Jutlândia. O nome da Jutlândia (do latim Iutum) vem da transliteração das formas como os jutos eram chamados. Levando-se em consideração a antiga obra Beowulf nota-se uma forma diferente de se referir a este povo, denominados no livro como Eotenas. Outra provável fonte da denominação dos jutos é a palavra Jotun, que refere-se a gigantes, isto provavelmente pela forma que este povo era visto pelos demais.
A península da Jutlândia é famosa por exportação de produtos farmacêuticos, motores, peixes e laticínios.